# نادي سيلايا
نادي سيلايا (بالإنجليزية: Celaya Football Club)هو ناد مكسيكي محترف لكرة القدم مقره سيلايا (المكسيك)، ولاية غواناخواتو. يلعب سيلايا حاليًا في Liga de Expansión MX. تم تشكيل الفريق في البداية يوم الأحد 7 فبراير 1954، وأعيد تنظيم الفريق في شتاء 2003 بعد أن فقد جارتهم أتلتيكو سيلايا ترخيصها إلى Colibríes de Morelos وانتقل إلى Primera División A، من خلال نقل La Piedad إلى Celaya.

## تاريخ

### سنوات مبكرة (1954–1970)
تأسس سيلايا كنادي كرة قدم في 7 فبراير 1954 باسم نادي سيلايا لكرة القدم إيه سي من قبل ميغيل إيريارت مونتيس، أول رئيس للنادي. سجل سيلايا في Segunda División Profesional، والذي كان في ذلك الوقت ثاني أهم دوري في المكسيك. في السنة الثانية من وجوده، أنهى النادي الوصيف نادي مونتيري، الذي حقق الترقية إلى المك الدوري الممتاز.

### 1970–1993
قضى النادي الستينيات في الدرجة الثانية، حيث بعد 10 سنوات متواضعة، انهار النادي أخيرًا في السبعينيات. بعد بضع سنوات، تمت إعادة النادي إلى جانب Tecnológico de Celaya لإعطاء سيلايا كرة قدم احترافية. سجل نادي سيلايا في Tercera División de México وفي 1973-1974، فاز النادي بالدوري. خسر نادي سيلايا نهائي دوري المكسيك 1975–76 لصالح نادي سان لويس وهبط لاحقًا Tecnológico de Celaya إلى Tercera División de México.

## الزي والألوان
كانت الألوان الأصلية للنادي في الخمسينيات من القرن الماضي حمراء وبيضاء. في أواخر الثمانينيات وأوائل التسعينيات، بدأ النادي في استخدام اللونين الأبيض والأسود مع شكل V موضعيًا عبر الصدر للألعاب المنزلية وقميصًا مقلمًا أسود للمباريات خارج الديار، والذي ما زالوا يستخدمونه حتى هذا التاريخ.

### الألوان على مر السنين
| 1997 Home | 1997 Away | 2002 – home | Away 2007 | Home 2009 | Home 2010 | Away 2011 |